# Compositie van verhoudingen
Compositie van verhoudingen (Frans: Composition de rapports) is een schilderij van de Nederlandse schilder Theo van Doesburg in het Philadelphia Museum of Art in de Amerikaanse stad Philadelphia.

## Beschrijving

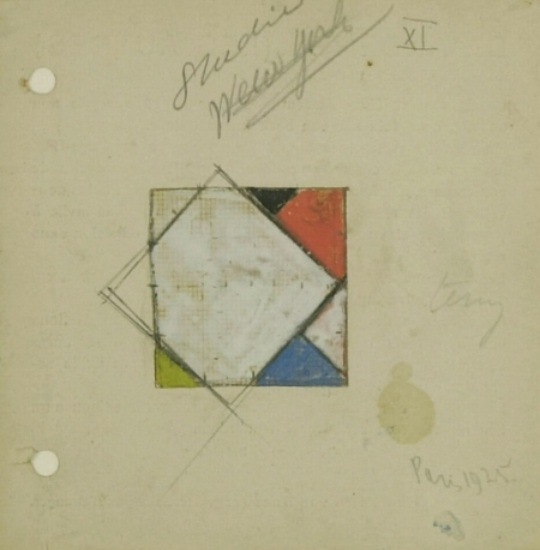
Studie voor Contra-compositie XI. 1925. Otterlo, Kröller-Müller Museum.

Het is een ruitvormig schilderij waarop een vlakverdeling is aangebracht van witte, grijze, gele, blauwe en rode vlakken, van elkaar gescheiden door zwarte lijnen. Het is vermoedelijk een vereenvoudigde versie van het schilderij Contra-compositie XI, dat vermeld wordt in de tentoonstellingscatalogus van de tentoonstelling L'Art d'Aujourd'hui, die eind 1925 in Parijs plaatsvond. Daarna ontbreekt van dit schilderij echter ieder spoor. Van Contra-compositie XI is wel de voorstudie bewaard gebleven, die zich tegenwoordig in het Kröller-Müller Museum bevindt. Hierop is te zien dat Van Doesburg het werk 45° met de klok mee draaide en één of twee kleurvlakken wegliet.

## Datering
| Het werk is op de achterzijde gesigneerd en gedateerd ‘Théo van Doesburg 29’. Het werd waarschijnlijk voor het eerst tentoongesteld tijdens de tentoonstelling Les Surindépendants in Parijs, die vanaf 26 oktober 1929 plaatsvond. |

## Herkomst
Compositie van verhoudingen werd in 1938 door Van Doesburgs weduwe, Nelly van Doesburg, verkocht aan een zekere A.E. Gallatin in New York. Gallatin bracht die zomer zijn vakantie in Europa door. Op 19 november 1938 maakte hij melding van zijn aankoop in een persbericht. In 1952 liet hij het werk na aan het Philadelphia Museum of Art.

## Tentoonstellingen
Compositie van verhoudingen maakte deel uit van de volgende tentoonstellingen:
- Les Surindépendants, 26 oktober-25 november 1929, Porte de Versailles Parc des Expositions, Parijs (vermoedelijk; als Composition de rapports, 1929).
- ‘1940’. Deuxième exposition Rétrospective Van Doesburg, 15 januari-1 februari 1932, Porte de Versailles Parc des Expositions, Parijs (als Composition de rapports, 1928).
- Abstracte kunst, 2-24 april 1938, Stedelijk Museum, Amsterdam.
- Paintings from the Arensberg and Gallatin collections of the Philadelphia Museum of Art, 6 februari-16 april 1961, Solomon R. Guggenheim Museum, New York (als Composition, 1929).
- Philadelphia in New York, 18 november 1972-7 januari 1973, The Museum of Modern Art, New York.
- Van Doesburg and the International Avant-Garde, 20 oktober 2009-3 januari 2010, Stedelijk Museum De Lakenhal, Leiden (als Composition, 1929).
- Van Doesburg and the International Avant-Garde, 4 februari-16 mei 2010, Tate Modern, Londen (idem).